# USS Laboon (DDG-58)
USS Laboon (DDG-58) — эсминец УРО типа «Арли Бёрк». Построен на верфи Bath Iron Works, включён в состав ВМС в 1995 году, приписан к морской станции Норфолк, штат Виргиния.

## Боевая служба
В сентябре 1996 г. в ходе операции «Удар в пустыне» эсминец наносил удары крылатыми ракетами «Томагавк» по целям в Ираке, и стал первым эсминцем типа «Арли Бёрк», принявшим участие в военных действиях.
В 1998 г. корабль принял участие в учениях НАТО «Exercise Dynamic Response 98» совместно с универсальным десантным кораблём «Wasp».
В 2024.02.08 получил повреждения результате атаки, не способен полноценно осуществлять защиту от противокорабельных ракет. 